# Chorál
Chorál (z lat. cantus choralis, sborový zpěv, od řec. choros, taneční kolo, sbor) je jednohlasý zpěv, zpívaný většinou větším počtem osob, původně bez doprovodu hudebních nástrojů. Texty chorálů bývají často latinské, buď převzaté z Bible (nejvíce z žalmů) nebo mají charakter modlitby. Chorál je původně duchovní písní, využíval se však též jako píseň bojová, demonstrující odvahu vojsk.
Zpěv chorálu může být sylabický, kdy na každou slabiku připadá jedna nota, anebo melismatický, když chorál obsahuje bohatou melodickou ozdobu jedné slabiky, tzv. melismata.
Nejstarším českým chorálem je Hospodine pomiluj ny, nejznámějšími pak Svatováclavský chorál, který je českou církevní hymnou, a bojový chorál husitských vojsk Ktož jsú boží bojovníci.

## Pauzy
Chorál nemá takt ani metrum (tj. pravidelné střídání přízvučných a nepřízvučných dob), rytmus je určen zpívaným textem. Zvláštní význam mají tyto pauzy:
- pausa minima / nejmenší pauza (svisle přeškrtutá horní linka) slouží pro rychlé obnovení dechu, pokud nevystačí. Zároveň se nepatrně protáhne nota před pauzou, a to i tehdy, pokud se nádech nedělá;
- pausa minor / menší pauza (svisle přeškrtnuté dvě prostřední linky) značí členění hudební fráze;
- pausa major / velká pauza (svisle přeškrtnuté všechny linky – jako taktová čára) znamená konec fráze a slouží k dokonalému nádechu;
- pausa finalis / konečná pauza (dvojité svislé přeškrtnutí všech linek) značí konec hudební věty, anebo střídání sborů.